# Пионерская (платформа)
Пионе́рская — остановочная платформа Белорусского направления МЖД в Московской области.
Для электропоездов используются две высокие боковые платформы, соединённые между собой пешеходным мостом. На фотографии поезд отбывает в сторону Москвы.
Время движения от Белорусского вокзала — 38 минут. Относится к четвёртой тарифной зоне. На обеих платформах в 2016 году были установлены турникеты для прохода пассажиров.
Близ платформы — новый жилой массив Дубки (Московская область).